# 뭄바이 인디언스
뭄바이 인디언스(Mumbai Indians)는 2008년 창단한 인도의 프로 크리켓팀이다. 뭄바이시를 연고로 하고 있으며 인디언 프리미어리그에 참가하고 있다.

## 성적
| 시즌 | 경기 | 승 | 취소 | 패 | 승률  | 순위 |
| ---- | ---- | -- | ---- | -- | ----- | ---- |
| 2008 | 14   | 7  | 0    | 7  | 0.500 | 5위  |
| 2009 | 14   | 5  | 1    | 8  | 0.357 | 7위  |
| 2010 | 14   | 10 | 0    | 4  | 0.714 | 2위  |
| 통산 | 42   | 22 | 1    | 19 | 0.524 | -    |